# Brüder Grimm Festspiele Hanau

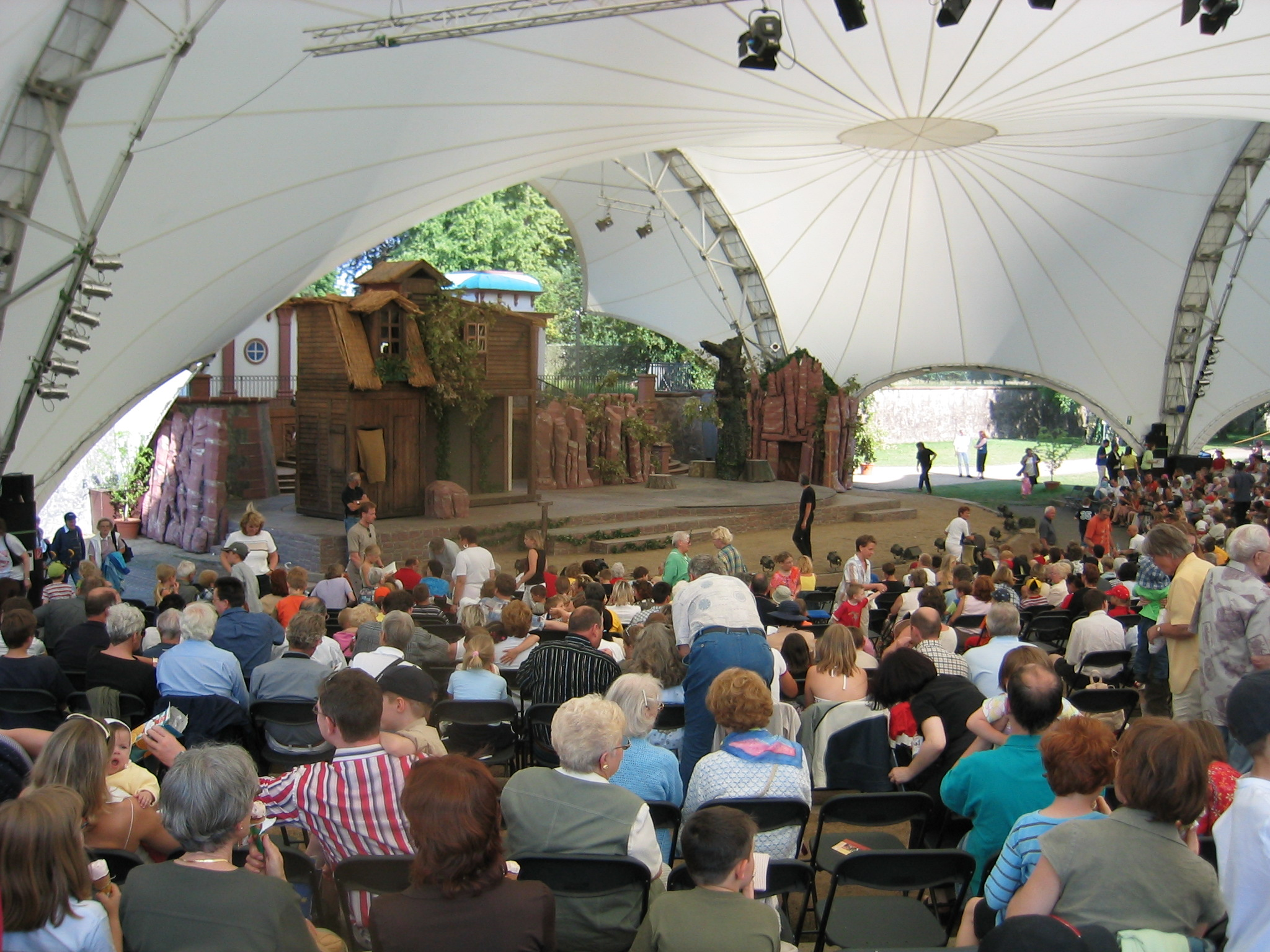
Die Zuschauer nehmen wieder ihre Plätze ein, um den zweiten Teil der Veranstaltung zu sehen

Die Brüder Grimm Festspiele Hanau sind jährlich von Mitte Mai bis Ende Juli stattfindende Freilichtspiele in Hanau. Mit derzeit rund 80 000 Besuchern pro Saison gehören die Festspiele in Hanau zu den größten Freilichtspielen Hessens. Seit 1985 werden jährlich mehrere Märchen aus den Kinder- und Hausmärchen der Brüder Grimm dramatisiert und im Schlosspark von Schloss Philippsruhe aufgeführt (hauptsächlich Uraufführungen).

## Geschichte
Der 200. Geburtstag von Jacob Grimm, im Jahr 1985, war Anlass für die 1. Brüder-Grimm-Märchenfestspiele. Als Geburtsort der Brüder Grimm und als Ausgangspunkt der Deutschen Märchenstraße bot sich Hanau als Austragungsort idealerweise an. Der Schlosspark von Schloss Philippsruhe bot den Freilichtspielen eine romantische Hintergrundkulisse. Die komplette Bestuhlung, immerhin schon 600 Sitzplätze und auch die ganzen Kulissen wurden damals noch jede Nacht weggeräumt.
Schon im zweiten Jahr wurde im Park eine große Tribüne für die Festspiele errichtet. Sie bot mehr Zuschauern Platz und verbesserte deutlich die Sicht und Akustikverhältnisse. Über den Sommer kamen fast 10 000 Besucher und erfreuten sich an den zwei Inszenierungen der Märchen im Park.

## Heute
Im Jahre 2000 wurde die Spielstätte in das seit 2002 überdachte und 1230 Plätze fassende Amphitheater Hanau mit Schloss und Park als Hintergrundkulisse an den Rand des Schlossparks verlegt. In der Spielzeit 2013 hat Frank-Lorenz Engel die Intendanz übernommen. Ein Jahr später in ihrer 30. Spielzeit bekamen die Festspiele einen neuen Namen und wurden von „Brüder Grimm Märchenfestspiele“ in „Brüder Grimm Festspiele“ umbenannt.

## Inszenierungen der letzten Jahre
- 2006:[2] Die goldene Gans (Musical von Alexander S. Bermange und Dieter Stegmann), Aschenputtel (Schauspiel von Benjamin Baumann), Rapunzel (Schauspiel von Dieter Stegmann), Schneeweißchen und Rosenrot (Schauspiel von Dieter Gring)

- 2007: Die sieben Raben (Musical von Alexander S. Bermange und Wolfgang Adenberg), Von dem Fischer und seiner Frau (Schauspiel von Anke Gregersen), Das tapfere Schneiderlein (Schauspiel von Dieter Stegmann), Brüderchen und Schwesterchen (Schauspiel von Dieter Gring)

- 2008: König Drosselbart (Musical von Alexander S. Bermange und Wolfgang Adenberg), Der gestiefelte Kater (Schauspiel von Michael Deckner), Rumpelstilzchen (Schauspiel von Sylvia Hoffmann), Das Wasser des Lebens (Schauspiel von Dieter Gring)

- 2009: Dornröschen (Musical von Alexander S. Bermange und Wolfgang Adenberg), Der alte Sultan (Schauspiel von Michael Deckner), Das blaue Licht (Schauspiel von Dieter Stegmann), Cassandrino, der Meisterdieb (Schauspiel von Dieter Gring)

- 2010: Schneewittchen (Musical von Alexander S. Bermange und Kevin Schroeder), Der Teufel mit den drei goldenen Haaren (Schauspiel von Ellen Schulz), Cendrillon oder Der gläserne Pantoffel (Schauspiel von Dieter Gring)

- 2011: Ali Baba und die vierzig Räuber (Musical von Frank Moesner u. Kevin Schroeder), Die Bremer Stadtmusikanten (Schauspiel von Michael Deckner), Der Froschkönig (Schauspiel von Dieter Gring)

- 2012:[3] Die zertanzten Schuhe (Musical von Frank Moesner und Raphael Protiwensky), Die Schöne und das Tier (Schauspiel von Dieter Gring), Das tapfere Schneiderlein (Schauspiel von Frank-Lorenz Engel)

- 2013:[4] Schneeweißchen und Rosenrot (Musical von Dieter Gring, Edith Jeske und Friedrich Rau), König Drosselbart (Schauspiel von Dieter Gring), Tischlein Deck Dich (Schauspiel von Frank-Lorenz Engel), Swanhwhita (Schauspiel von Ellen Schulz)

- 2014:[5] Aschenputtel (Musical von Frank-Lorenz Engel, Marc Schubring und Edith Jeske), Es war einmal (Schauspiel von Frank-Lorenz Engel), Märchen von einem, der auszog, das Fürchten zu lernen (Schauspiel von Jan Radermacher), Das Käthchen von Heilbronn (Schauspiel von Heinrich von Kleist)

- 2015:[6] Der gestiefelte Kater (Musical von Frank-Lorenz Engel, Marc Schubring und Edith Jeske), Rumpelstilzchen (Schauspiel von Jan Radermacher), Hänsel und Gretel (Schauspiel von Mathias Frank), Kabale und Liebe (Grimm Zeitgenossen, Schauspiel von Friedrich Schiller)

- 2016:[7] Rapunzel (Musical), Rotkäppchen (Uraufführung), Die goldene Gans (Uraufführung), Was ihr wollt (Komödie von William Shakespeare), Burning Love (Jugendstück)

- 2017: Vom Fischer und seiner Frau (Musical von Kevin Schroeder und Marc Schubring), Frau Holle (Uraufführung), Der Teufel mit den drei goldenen Haaren (Uraufführung), Faust I (Tragödie von Johann Wolfgang von Goethe), Burning Love (Wiederaufnahme)

- 2018: Dornröschen (Musical von Marian Lux und Wolfgang Adenberg), Der Froschkönig (Uraufführung), Die Prinzessin auf der Erbse (Uraufführung), Der Brandner Kaspar (Schauspiel von Franz Kobell), Die Leiden des jungen Werther (Schauspiel von Johann Wolfgang von Goethe)

- 2019: Jacob und Wilhelm – Weltenwandler (Schauspiel mit Musik von Kevin Schroeder und Marc Schubring – Uraufführung), Maria Stuart (Drama von Friedrich Schiller), Schneewittchen (Schauspiel von Stephan Lack – Uraufführung), Die Bremer Stadtmusikanten (Familienstück mit Musik von Frank-Lorenz Engel und Thomas Schwab – Uraufführung), Die Leiden des jungen Werther (Schauspiel von Johann Wolfgang von Goethe – Wiederaufnahme)[8]

- 2025: Die Bremer Stadtmusikanten (Musical von Isabelle Flachsmann und Juri Kannheiser), Hänsel und Gretel (Familientheater mit Musik von Jan Radermacher und Timo Riegelsberger - Uraufführung), Rapunzel (Familientheater vom Autorenduo Die Köbris - Uraufführung), Bunbury. Ernst sein ist alles (Theater von Oscar Wilde), Tschick (Theater nach Wolfgang Herrndorf)